# Epibolia

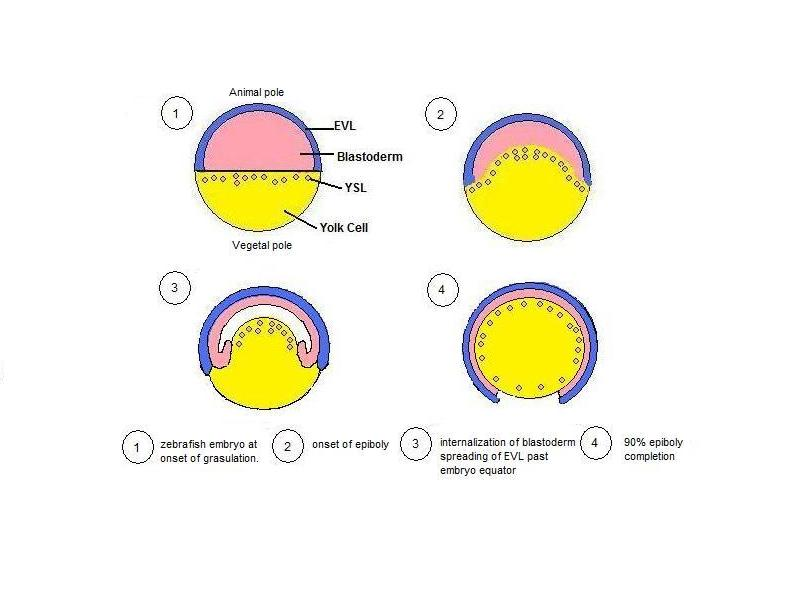
Epibolia

La epibolia es un proceso del desarrollo embrionario. Es uno de los procesos que conduce a la formación de la gástrula durante la gastrulación. En la epibolia, los micrómeros, o pequeños blastómeros, se multiplican rápidamente, y se sitúan rodeando a los macrómeros, o blastómeros grandes, formándose así el ectodermo y el endodermo.
La gastrulación por epibolia ocurre normalmente cuando el huevo presenta una cantidad moderada de vitelo situado en el polo vegetativo, y la segmentación produce grandes macrómeros vitelinos. En este caso, el blastocele es más o menos virtual (estereoblástula).
- Datos: Q1484637